# M1 (pompiers)
Pour les articles homonymes, voir M1.

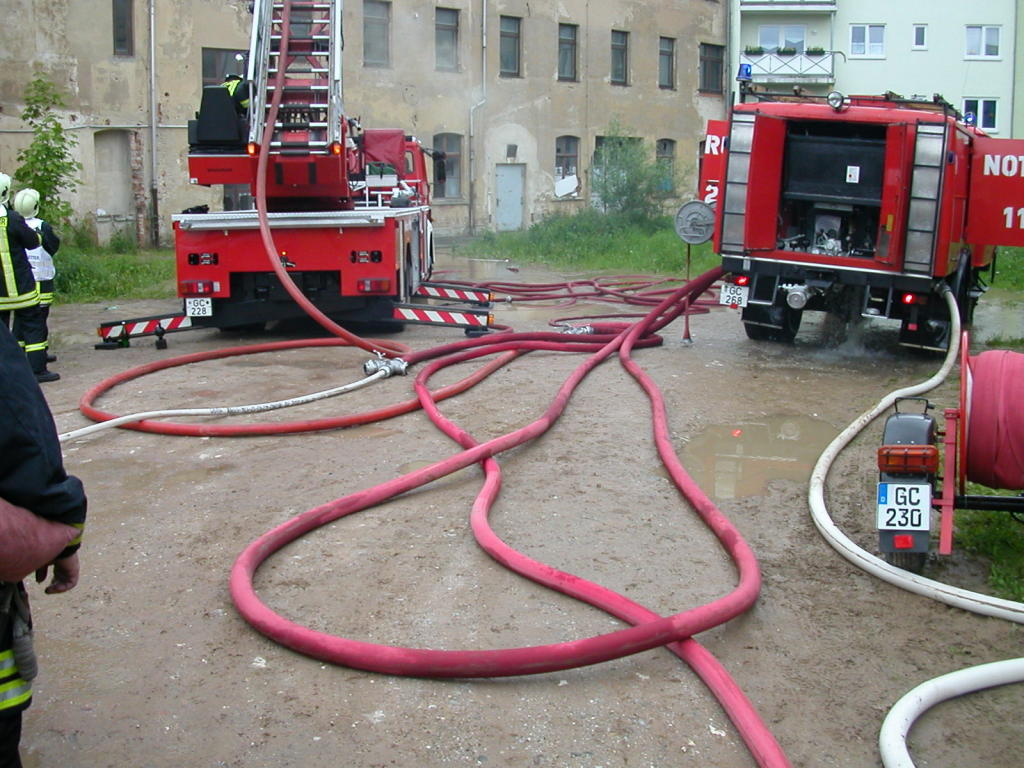
Une manœuvre des sapeurs-pompiers. On voit à gauche une échelle pivotante automatique (EPA), en haut à droite un fourgon pompe-tonne (FPT) et en bas à droite une motopompe remorquable (MPR). Les tuyaux sont de diamètre 45 sur les côtés et 70 au milieu.

M1 désigne une manœuvre, chez les sapeurs-pompiers français, qui consiste à attaquer un feu grâce à une lance sur dévidoir tournant (LDT). Les manœuvres sont des entrainements physiques. Elles sont classées de M1 à M6. La M1 consiste à l'établissement de la LDT, dévidoir placé à l'arrière du fourgon pompe-tonne (FPT).

## Déroulement
1. Le véhicule arrive sur les lieux du sinistre.
2. Le chef d'agrès, responsable de l'intervention, sort du véhicule et fait l'état des lieux.
3. Il ouvre la porte arrière de l'engin pompe et dit : « A vos rangs ! »
4. À ce moment, les deux pompiers et le conducteur sortent du véhicule et se placent à l'arrière. Le conducteur se positionne sur le côté et les pompiers derrière sur deux rangs. Le chef d'agrès, en désignant les deux colonnes dit : « BAT, BAL (binôme d'attaque, binôme d'alimentation), pour l'établissement de la LDT, en reconnaissance ! »
5. Sur ce, il se place au point d'attaque et attend le BAT.
6. Le chef BAT prend la LDT, fait deux réserves, les place sur son épaule et suit son chef d'agrès.
7. Les autres pompiers déroulent le tuyau. Au premier raccord, l'équipier BAT prend le tuyau et suit son chef. Au second raccord, le chef BAL prend le tuyau et les suis. Au troisième, l'équipier BAL prend le tuyau et les suis à son tour. Pendant ce temps, le chef d'agrès dit, en désignant le point d'attaque, au chef BAT : « Point d'attaque ici ! Point d'eau le camion ! Etablissez !»
8. Le chef BAT attend que son équipier l'ait rejoint et ait posé son raccord à ses pieds pour crier : « Halte ! »
9. L'équipier répète l'ordre de son chef et l'épaule.
10. Le chef BAL arrête d'avancer et l'équipier BAL arrête de dérouler.
11. Le chef BAT ouvre la lance et attaque le feu.